# Nécropoles protohistoriques et gallo-romaine de Brumath
La nécropoles protohistoriques et gallo-romaine de Brumath est un monument historique situé à Brumath, dans le département français du Bas-Rhin.

## Localisation
Ce site situé dans la forêt de Brumath.

## Historique
L'édifice fait l'objet d'une inscription au titre des monuments historiques depuis 2015.